# Luis Montané
Luis Montané Dardé  (La Habana, 1849-París, 1936) fue un médico y antropólogo francés de origen cubano.

## Biografía
Nacido  el 7 de abril de 1849 en La Habana, realizó estudios en Francia, país del que tuvo la ciudadanía. Médico y antropólogo, fue discípulo de Broca, y miembro de las academias cubanas de Historia y de Ciencias, así como de la Sociedad de Antropología de París. Fue catedrático de la Universidad de La Habana y representó a Cuba en diversos congresos de índole científico y/o antropológica, además de ser fundador del Museo Antropológico de la Universidad. El Gobierno francés le premió con la cruz de la Legión de Honor, además de las insignias de oficial de Instrucción Pública. Falleció el 1 de diciembre de 1936 en París.